# Ed Chynoweth Trophy
Ed Chynoweth Trophy (fr. Trophée Ed Chynoweth) – nagroda przyznawna każdego sezonu najlepszemu zawodnikowi w klasyfikacji kanadyjskiej w turnieju Memorial Cup. Nagrodę nazwano od imienia i nazwiska Eda Chynowetha prezydenta WHL w latach 1972–1996.

## Zdobywcy
- 2017: Dylan Strome, Erie Otters
- 2016: Mitchell Marner, London Knights
- 2015: Leon Draisaitl, Kelowna Rockets
- 2014: Henrik Samuelsson, Edmonton Oil Kings
- 2013: Nathan MacKinnon, Halifax Mooseheads
- 2012: Michael Chaput, Shawinigan Cataractes
- 2011: Andrew Shaw, Owen Sound Attack
- 2010: Taylor Hall, Windsor Spitfires
- 2009: Jamie Benn, Kelowna Rockets
- 2008: Justin Azevedo, Kitchener Rangers
- 2007: Michal Řepík, Vancouver Giants
- 2006: Gilbert Brulé, Vancouver Giants
- 2005: Sidney Crosby, Océanic de Rimouski
- 2004: Doug O’Brien, Olympiques Gatineau
- 2003: Gregory Campbell, Kitchener Rangers
- 2002: Matthew Lombardi, Tigres de Victoriaville
- 2001: Simon Gamache, Val-d’Or Foreurs
- 2000: Ramzi Abid, Halifax Mooseheads
- 1999: Justin Davis, Ottawa 67’s
- 1998: Andrej Podkonicky, Portland Winterhawks
- 1997: Christian Dube, Hull Olympiques
- 1996: Philippe Audet, Granby Prédateurs